# Hartford Whalers
Die Hartford Whalers (in ihrer Zeit in der World Hockey Association (1972–79) als New England Whalers) waren ein Eishockeyteam aus Hartford, Connecticut, das von 1979 bis 1997 in der National Hockey League aktiv war. Im Jahr 1997 zog das Team nach Raleigh, North Carolina um und nannte sich fortan Carolina Hurricanes.

## Geschichte
Das Franchise wurde 1971 eröffnet, als die World Hockey Association (WHA) bekannt gab, dass eine Mannschaft in der New-England-Region beheimatet sein soll. Die Unternehmer Howard Baldwin, John Coburn, W. Godfrey Wood und William Edwin Barnes wurden Besitzer der New England Whalers, wie sie das Team benannten und entschieden sich für Boston als Heimat des Teams. Vor der ersten Saison in der neu gegründeten Liga holte man viele Spieler aus der Konkurrenzliga NHL. Zu ihnen gehörten Tom Webster, Ted Green, der erster Kapitän der Mannschaft war, Rick Ley, Jim Dorey und Al Smith.

### Die Zeit in der WHA (1972–79)

Logo der New England Whalers von 1972 bis 1979

In der ersten Saison 1972/73 der WHA waren die Whalers das beste Team der regulären Saison. Anschließend dominierten sie auch die Playoffs und gewannen die AVCO World Trophy. Allerdings war die Trophäe selbst damals noch nicht fertiggestellt und die Whalers mussten ohne Pokal feiern.
Die nächsten zweieinhalb Jahre spielte das Team in Boston und Springfield, doch der Eishockey-Boom in Boston nahm ab und das Interesse der Zuschauer ließ nach, sodass man sich entschied innerhalb der New England-Region nach Connecticut zu ziehen. Ein Staat, der mit Ausnahme einiger unterklassigen Teams in New Haven, keine Eishockeyteams beheimatete. Man entschied sich für Hartford, wo die Spiele ab sofort ausgetragen wurden. Das Team blieb bis 1997, mit kurzer Unterbrechung Ende der siebziger Jahre als das Eisstadion renoviert wurde, in Hartford. Dann zog es nach North Carolina.
Die Whalers waren ein erfolgreiches Team, verpassten nie die Playoffs, belegten dreimal den ersten Platz in ihrer Division, doch den WHA-Titel konnten sie nicht mehr gewinnen. Sie hatten einen sehr ausgeglichenen Kader und ihnen gelang ein Coup, als sie 1977 Eishockey-Legende Gordie Howe verpflichteten.
1978 zogen sie noch einmal ins Finale, angeführt vom 50-jährigen Gordie Howe, ein. Nach der Saison verpflichteten die Whalers mit André Lacroix den besten Scorer der WHA aller Zeiten.
Die Whalers galten als eins der stabilsten Teams der WHA und gehörten zu den vier Mannschaften, die nach der Auflösung der WHA 1979 der NHL beitraten. Viele Spieler aus der WHA nahmen die Whalers mit in die NHL. So auch Gordie Howe, der bei den Whalers schlussendlich seine Karriere mit 52 Jahren beendete.

#### Teamrekorde (WHA)
- Meiste Spiele: Rick Ley 478 Spiele
- Meiste Tore: Tom Webster 220 Tore
- Meiste Assists: Larry Pleau 215 Assists
- Meiste Punkte: Tom Webster 425 Punkte (220 Tore + 205 Assists)
- Meiste Strafminuten: Rick Ley 716 Strafminuten
- Meiste Siege (Torhüter): Al Smith 141 Siege

### In der NHL (1979–97)

Hartford-Whalers-Logo (1979–1992)

Mit dem Einstieg in die NHL 1979 benannten sich die New England Whalers in Hartford Whalers um. Doch die Whalers hatten nie mehr den Erfolg, den sie zu Zeiten der WHA hatten. In den 18 Jahren in der NHL konnten sie nur drei Spielzeiten mit einer positiven Siegesbilanz abschließen, verpassten zehn Mal die Playoffs und konnten nur eine Playoff-Serie gewinnen. Es entstanden in der Zeit große Rivalitäten mit den Boston Bruins und den New York Rangers.
Die 18 Jahre standen ganz im Zeichen von katastrophalen Transfers, besonders als man Stars gegen mittelmäßige Spieler tauschte, um das Team in der Tiefe zu verstärken. So transferierte man Mark Howe, der Sohn von Gordie Howe, und Top-Scorer Mike Rogers in verschiedenen Tauschgeschäften gegen Spieler, die nie überzeugen konnten. Sehr oft gab es Transfers, die von den Namen sehr vielversprechend klangen, wie beispielsweise Chris Pronger gegen Brendan Shanahan, doch es war oft so, dass der Spieler nicht glücklich in Hartford wurde und das Team so schnell wie möglich wieder verließ.
Eine kurze Zeit schien es so, als ob sich das Blatt zum Guten wenden würde. 1986 konnte man in den Playoffs die erste Runde überstehen und 1987 konnte man angeführt von Ron Francis und Superstar-Goalie Mike Liut den Divisions-Titel holen. Doch das Team sackte wieder ab in die unteren Tabellenregionen.
Der wahrscheinlich schadhafteste Moment war, als man 1991 Superstar Ron Francis zu den Pittsburgh Penguins transferierte. Der Spieler, den man bekam, konnte wieder mal nicht die Erwartungen erfüllen und Ron Francis gewann mit Pittsburgh zweimal hintereinander den Stanley Cup. Die Fans reagierten extrem wütend auf das Personalmanagement der Whalers, sodass der Generalmanager des Teams gehen musste und in Pittsburgh einen neuen Job bekam.
1992 konnte man sich für die Playoffs qualifizieren und scheiterte in der ersten Runde erst in einem dramatischen siebten Spiel in der zweiten Verlängerung gegen die Montréal Canadiens als Yvon Corriveau alleine vor dem Torhüter der Canadiens nur die Torlatte traf.
In den letzten fünf Jahren in Hartford spielte man nicht mehr in den Playoffs, hatte aber mit Sean Burke, Geoff Sanderson, Pat Verbeek und Andrew Cassels einige Stars in den Reihen.

#### Teamrekorde (NHL)
- Meiste Spiele: Ron Francis 714 Spiele
- Meiste Tore: Ron Francis 264 Tore
- Meiste Assists: Ron Francis 557 Assists
- Meiste Punkte: Ron Francis 821 Punkte
- Meiste Strafminuten: Torrie Robertson 1368 Strafminuten
- Meiste Spiele (Torhüter): Sean Burke 256 Spiele
- Meiste Siege (Torhüter): Mike Liut 115 Siege
- Meiste Shutouts: Mike Liut 13 Shutouts

### Abschied aus Hartford
Der Hauptgrund für den Weggang aus Hartford war die problematische Marktposition. Im näheren Umkreis waren noch vier weitere NHL-Teams beheimatet, wodurch es schwierig wurde Sponsoren zu finden. Die Arena war noch in einem guten Zustand, doch war sie im Vergleich zu anderen Arenen zu klein und außerdem von der Konkurrenz belächelt, da es Teil eines Einkaufszentrums war. Da viele Teams in riesige Multifunktionarenen umzogen, konnte das kleine Stadion nicht mehr mithalten.
Im Sommer 1994 kaufte Compuware-Gründer Peter Karmanos die Hartford Whalers für 47,5 Millionen Dollar und garantierte, dass die Whalers noch mindestens vier Jahre in Hartford bleiben würden. Nachdem Kauf hatte Karmanos sich um zwei wichtige wirtschaftliche Themen bei den Whalers zu kümmern. Er war frustriert vom glanzlosen Bild der Mannschaft und dass es nur sehr wenige potentielle Sponsoren in der Gegend gab, sodass er 1996 ankündigte, dass das Team Hartford verlässt, wenn nicht mindestens 11.000 Saisontickets für die nächste Saison verkauft werden. Die Drohung wurde zu einer riesigen Marketingkampagne und man erreichte vor der Saison tatsächlich das Ziel und Karmanos erklärte, dass das Team diese Saison noch sicher in Hartford bleibt.
Außerdem kümmerte sich Karmanos darum, dass eine neue Arena für die Whalers gebaut wird. Anfang 1997 kam es zu positiv fortschreitenden Gesprächen zwischen den Whalers, dem Staat Connecticut und Gouverneur John G. Rowland über eine 147,5 Millionen Dollar teure Arena und eine Einigung soll nahe gewesen sein. Doch die Verhandlungen scheiterten, da man es ablehnte den Whalers bis zu 45 Millionen Dollar ihres Verlusts zu erstatten, während die neue Arena gebaut wird. Als Folge gab die Führung am 26. März 1997 bekannt, dass das Team Hartford verlassen wird und möglicherweise nach Raleigh, North Carolina zieht. Zum ersten Mal gab ein US-amerikanisches Sportteam einen Umzug bekannt, ohne eine neue Heimatstadt zu haben.
Die Fans reagierten schockiert und verdächtigten Gouverneur Rowland, dass er die Whalers gar nicht in Hartford halten wollte, sondern die Möglichkeit sah, dass eine Football-Franchise der NFL in Hartford aufgebaut werden könnte.
Am 13. April 1997 absolvierten die Whalers ihr letztes Spiel in Hartford gegen Tampa Bay Lightning. Man gewann 2-1 und Kapitän Kevin Dineen erzielte das entscheidende Tor.
Die Whalers konnten nie den Stanley Cup gewinnen und erreichten nicht mehr als die zweite Runde der Playoffs. Trotz der schlechten Playoff-Bilanz und einer eher kleinen Fanbasis, bekamen sie alle Unterstützung, die sie kriegen konnten und die Fans des Teams waren schwer getroffen, als bekannt wurde, dass die Mannschaft nach Carolina ziehen würde.
Die Rechte am Whalers-Logo befinden sich im Besitz der Führung der Stadt Hartford, weshalb in Computerspielen die Whalers oder ihre Trikots nicht erscheinen (bei EA SPORTS NHL 2001 ist allerdings das blaue Trikot bei den Carolina Hurricanes vorhanden) und auch von Sportartikelherstellern keine Replica-Trikots für Fans produziert werden können. Auf der anderen Seite besteht dadurch aber die Chance, dass es irgendwann wieder ein Team mit dem Namen Hartford Whalers geben wird.
In der NHL-Saison 2012/13 waren Jean-Sébastien Giguère von der Colorado Avalanche und Chris Pronger von den Philadelphia Flyers die einzigen beiden aktiven Spieler, die noch für die Hartford Whalers gespielt hatten. Craig Adams, der im NHL Entry Draft 1996 in der neunten Runde von den Whalers gezogen wurde, war der letzte Draftpick in der Geschichte der Mannschaft und war bis 2015 für die Pittsburgh Penguins aktiv. Allerdings gab er sein Debüt in der NHL erst in der Saison 2000/01 für die Carolina Hurricanes.

### Mögliche NHL-Rückkehr
Die Whalers waren das einzige Profisport-Team in Connecticut und die Treue und Identifikation der Fans entsprechend groß, weshalb der Wegzug eine große Lücke in der Sportwelt von Hartford und Connecticut hinterließ. Noch heute sind Whalers-Fanartikel die meistverkauften von einer nicht mehr existenten NHL-Franchise. In den letzten Jahrzehnten gab es immer mehr Stimmen, die eine Rückkehr eines NHL-Teams nach Hartford befürworten würden. 2005 hatte der Unternehmer Lawrence Gottesdiener erklärt, dass er Interesse hätte, ein schwächelndes NHL-Team zu kaufen und es in Hartford anzusiedeln, wo er eine neue Eishockeyarena bauen würde. Im April 2006 sagte Gottesdiener, dass er durchaus Interesse an den Pittsburgh Penguins hätte. Die Penguins waren damals nicht mehr rentabel und brauchten ein neues Stadion. Dies bekamen sie jedoch 2010 mit der PPG Paints Arena.
Auch danach gab es immer wieder Versuche, die NHL nach Hartford zurückzuholen, so gab es etwa 2013 angeblich gleich zwei Investorengruppen, die ein NHL-Team nach Hartford holen wollten. Im Rahmen der US-Präsidentschaftswahl 2020 versuchte der aus Hartford stammende Politiker Mark Stewart Greenstein, US-Präsidentschaftskandidat für die Demokraten zu werden und hatte als erklärtes Ziel, sich für die Rückkehr der Whalers einzusetzen. Bislang waren diese Bemühungen jedoch nicht von Erfolg gekrönt, zumal die veraltete Arena von Kapazität und Ausstattung her nach heutigen Maßstäben kaum noch NHL-tauglich wäre und sich Pläne für eine Renovierung oder den Bau einer neuen Arena zuletzt immer wieder verzögert hatten.

## Ehrungen und Erfolge

### Sportliche Erfolge
| Avco World Trophies    |                           |
| Saison                 |                           |
| 1972/73                |                           |
| Division Championships | Saison                    |
| Eastern Division (WHA) | 1972/73, 1973/74, 1974/75 |
| Adams Division (NHL)   | 1986/87                   |

Die erfolgreichste Saison der Mannschaft war die Saison 1972/73 in der World Hockey Association, in der die New England Whalers zum ersten und einzigen Mal den Titel der WHA, die Avco World Trophy, gewinnen konnten. Nachdem sie mit 94 Punkten die beste Mannschaft der regulären Saison waren und damit auch die Eastern Division gewannen, setzten sie sich in den Play-offs in drei Runden durch und gewannen schließlich durch einen 4:1-Sieg in der Serie gegen die Winnipeg Jets den Titel.
In den folgenden beiden Saisons gelang es den Whalers, jeweils ihren Divisionstitel in der Eastern Division zu verteidigen. Allerdings kamen sie beide Male in der Play-offs nicht über die erste Runde hinaus. In der Saison 1977/78, nachdem die Divisionsstruktur in der Liga aufgelöst worden war, gelang den Whalers der zweite Platz in der regulären Saison und in den Play-offs die erneute Qualifikation für das Finale. Dort scheiterten sie allerdings an den Jets, die die Serie in vier Spielen gewannen.
In der NHL blieb der Gewinn des Stanley Cups für die Hartford Whalers aus. Ihren einzigen Erfolg feierten sie 1986/87, als sie die Adams Division gewannen. Insgesamt konnte sich die Mannschaft in 18 Spielzeiten achtmal für die Play-offs qualifizieren, allerdings gelang ihnen nur ein einziges Mal, 1986, durch einen Sieg gegen die Nordiques de Québec der Einzug in die zweite Runde.

### Awards und All-Star Team-Nominierungen
Zwischen 1972 und 1997 gelang es insgesamt nur sechs Spielern, einen individuellen Award zu gewinnen, davon fünf in der World Hockey Association.
| Auszeichnung                   | Name                                                                   | Saison                                  |
| World Hockey Association       |                                                                        |                                         |
| Ben Hatskin Trophy             | Al Smith                                                               | 1977/78                                 |
| Dennis A. Murphy Trophy        | Rick Ley                                                               | 1978/79                                 |
| Lou Kaplan Trophy              | Terry Caffery George Lyle                                              | 1972/73 1976/77                         |
| Paul Deneau Trophy             | Dave Keon                                                              | 1976/77 1977/78                         |
| National Hockey League         |                                                                        |                                         |
| Bill Masterton Memorial Trophy | Doug Jarvis                                                            | 1986/87                                 |
| Bester Torschütze              | Blaine Stoughton*                                                      | 1979/80                                 |
| Second All-Star Team           | Mike Liut                                                              | 1986/87                                 |
| All-Rookie Team                | Sylvain Turgeon Dana Murzyn Peter Sidorkiewicz Brad Shaw Chris Pronger | 1983/84 1985/86 1988/89 1989/90 1993/94 |

* gemeinsam mit Charlie Simmer und Danny Gare
In der ersten Saison der WHA gelang dem Stürmer Terry Caffery der Gewinn der Lou Kaplan Trophy als bester Rookie der Saison. Er war allerdings schon in der Vorsaison als bester Rookie in der American Hockey League ausgezeichnet worden. Außerdem wurde dem Trainer des Teams, Jack Kelley, die Howard Baldwin Trophy verliehen. Erst vier Jahre später gewann George Lyle als bester Rookie die nächste Trophäe für das Team. Dave Keon wurde 1977 und 1978 mit der Paul Deneau Trophy für den fairsten Spieler ausgezeichnet und ist damit der einzige Spieler des Teams, der je eine Trophäe zweimal gewann.
Die letzte Trophäe für die Whalers in der WHA gewann Rick Ley, der 1979 als bester Verteidiger der Liga mit der Dennis A. Murphy Trophy geehrt wurde.
Nach der Aufnahme des Franchise in die National Hockey League war Blaine Stoughton in der Saison 1979/80 mit 56 Toren gleichauf mit Charlie Simmer von den Los Angeles Kings und Danny Gare von den Buffalo Sabres der erfolgreichste Torschütze der Liga. Allerdings wurde für diese Leistung offiziell keine Trophäe vergeben. Diese wurde erst 1999 mit der Maurice Richard Trophy eingeführt.
Die erste und einzige individuelle Trophäe, die ein Spieler der Hartford Whalers je in der NHL gewann, war die Bill Masterton Memorial Trophy, mit der 1987 der Center Doug Jarvis ausgezeichnet wurde. Er hatte bis zum 11. Oktober 1987 insgesamt 964 NHL-Spiele in Folge bestritten und wurde mit der Trophäe für seine außergewöhnliche Ausdauer ausgezeichnet.
Im selben Jahr gelang dem Torhüter Mike Liut die einzige Berufung in ein NHL All-Star Team.
Innerhalb von elf Jahren, zwischen 1983 und 1994, gelang allerdings gleich fünf Spielern der Whalers die Aufnahme ins NHL All-Rookie Team. Der erste Spieler war Sylvain Turgeon, der 1983 an zweiter Stelle gedraftet worden war und in seiner ersten Saison 72 Punkte in 76 Spielen erzielte. Der letzte Spieler war der Verteidiger Chris Pronger, ebenfalls an zweiter Stelle gedraftet.

## Saisonstatistik

### World Hockey Association
Abkürzungen: GP = Spiele, W = Siege, L = Niederlagen, T = Unentschieden, Pts = Punkte, GF = Erzielte Tore, GA = Gegentore, PIM = Strafminuten
| Saison  | GP  | W   | L   | T  | Pts | GF   | GA   | PIM  | Platz       | Playoffs |
| 1972/73 | 78  | 46  | 30  | 2  | 94  | 318  | 263  | 858  | 1., Eastern | Sieg im Viertelfinale, 4:1 (Ottawa) Sieg im Halbfinale, 4:1 (Cleveland) Sieg im Finale, 4:1 (Winnipeg)                  |
| 1973/74 | 78  | 43  | 31  | 4  | 90  | 291  | 260  | 875  | 1., Eastern | Niederlage im Viertelfinale, 3:4 (Chicago)                                                                              |
| 1974/75 | 78  | 43  | 30  | 5  | 91  | 274  | 279  | 867  | 1., Eastern | Niederlage im Viertelfinale, 2:4 (Minnesota)                                                                            |
| 1975/76 | 80  | 33  | 40  | 7  | 73  | 255  | 290  | 1012 | 3., Eastern | Sieg in der Vorrunde, 3:0 (Cleveland) Sieg im Viertelfinale, 4:3 (Indianapolis) Niederlage im Halbfinale, 3:4 (Houston) |
| 1976/77 | 81  | 35  | 40  | 6  | 76  | 275  | 290  | 1254 | 4., Eastern | Niederlage im Viertelfinale, 1:4 (Québec)                                                                               |
| 1977/78 | 80  | 44  | 31  | 5  | 93  | 335  | 269  | 1255 | 2., WHA     | Sieg im Viertelfinale, 4:1 (Edmonton) Sieg im Halbfinale, 4:1 (Québec) Niederlage im Finale, 0:4 (Winnipeg)             |
| 1978/79 | 80  | 37  | 34  | 9  | 83  | 298  | 287  | 1090 | 4., WHA     | Sieg im Viertelfinale, 2:1 (Cincinnati) Niederlage im Halbfinale, 3:4 (Edmonton)                                        |
| Gesamt  | 555 | 281 | 236 | 38 | 600 | 2046 | 1938 | 7211 |             | 7 Playoff-Teilnahmen 14 Serien: 8 Siege, 6 Niederlagen 74 Spiele: 41 Siege, 33 Niederlagen                              |

### National Hockey League
Abkürzungen: GP = Spiele, W = Siege, L = Niederlagen, T = Unentschieden, Pts = Punkte, GF = Erzielte Tore, GA = Gegentore, PIM = Strafminuten
| Saison   | GP   | W   | L   | T   | Pts  | GF   | GA   | PIM   | Platz         | Playoffs                                                                                  |
| 1979/80  | 80   | 27  | 34  | 19  | 73   | 303  | 312  | 875   | 4., Norris    | Niederlage in der Vorrunde, 0:3 (Montréal)                                                |
| 1980/81  | 80   | 21  | 41  | 18  | 60   | 292  | 372  | 1584  | 5., Norris    | nicht qualifiziert                                                                        |
| 1981/82  | 80   | 21  | 41  | 18  | 60   | 264  | 351  | 1493  | 5., Adams     | nicht qualifiziert                                                                        |
| 1982/83  | 80   | 19  | 54  | 7   | 45   | 261  | 403  | 1392  | 5., Adams     | nicht qualifiziert                                                                        |
| 1983/84  | 80   | 28  | 42  | 10  | 66   | 288  | 320  | 1184  | 5., Adams     | nicht qualifiziert                                                                        |
| 1984/85  | 80   | 30  | 41  | 9   | 69   | 268  | 318  | 1606  | 5., Adams     | nicht qualifiziert                                                                        |
| 1985/86  | 80   | 40  | 36  | 4   | 84   | 332  | 302  | 1759  | 4., Adams     | Sieg im Divisions-Halbfinale, 3:0 (Québec) Niederlage im Divisions-Finale, 3:4 (Montréal) |
| 1986/87  | 80   | 43  | 30  | 7   | 93   | 287  | 270  | 1496  | 1., Adams     | Niederlage im Divisions-Halbfinale, 2:4 (Québec)                                          |
| 1987/88  | 80   | 35  | 38  | 7   | 77   | 249  | 267  | 2046  | 4., Adams     | Niederlage im Divisions-Halbfinale, 2:4 (Montréal)                                        |
| 1988/89  | 80   | 37  | 38  | 5   | 79   | 299  | 290  | 1672  | 4., Adams     | Niederlage im Divisions-Halbfinale, 0:4 (Montréal)                                        |
| 1989/90  | 80   | 38  | 33  | 9   | 85   | 275  | 268  | 2102  | 4., Adams     | Niederlage im Divisions-Halbfinale, 3:4 (Boston)                                          |
| 1990/91  | 80   | 31  | 38  | 11  | 73   | 238  | 276  | 2209  | 4., Adams     | Niederlage im Divisions-Halbfinale, 2:4 (Boston)                                          |
| 1991/92  | 80   | 26  | 41  | 13  | 65   | 247  | 283  | 1793  | 4., Adams     | Niederlage im Divisions-Halbfinale, 3:4 (Montréal)                                        |
| 1992/93  | 84   | 26  | 52  | 6   | 58   | 284  | 369  | 2354  | 5., Adams     | nicht qualifiziert                                                                        |
| 1993/94  | 84   | 27  | 48  | 9   | 63   | 227  | 288  | 1809  | 6., Northeast | nicht qualifiziert                                                                        |
| 1994/951 | 48   | 19  | 24  | 5   | 43   | 127  | 141  | 915   | 5., Northeast | nicht qualifiziert                                                                        |
| 1995/96  | 82   | 34  | 39  | 9   | 77   | 237  | 259  | 1834  | 4., Northeast | nicht qualifiziert                                                                        |
| 1996/97  | 82   | 32  | 39  | 11  | 75   | 226  | 256  | 1513  | 5., Northeast | nicht qualifiziert                                                                        |
| Gesamt   | 1420 | 534 | 709 | 177 | 1245 | 4704 | 5345 | 29636 |               | 8 Playoff-Teilnahmen 9 Serien: 1 Sieg, 8 Niederlagen 49 Spiele: 18 Siege, 31 Niederlagen  |

1 Saison wegen des NHL-Lockout 1994/95 verkürzt

## Trainer
| Zeitraum          | Trainer       |
| ----------------- | ------------- |
| 1979/80 – 1980/81 | Don Blackburn |
| 1980/81 – 1981/82 | Larry Pleau   |
| 1982/83           | Larry Kish    |
| 1982/83           | Larry Pleau   |
| 1982/83           | John Cunniff  |

| Zeitraum          | Trainer       |
| ----------------- | ------------- |
| 1983/84 – 1987/88 | Jack Evans    |
| 1987/88 – 1988/89 | Larry Pleau   |
| 1989/90 – 1990/91 | Rick Ley      |
| 1991/92           | Jim Roberts   |
| 1992/93 – 1995/96 | Paul Holmgren |

| Zeitraum          | Trainer      |
| ----------------- | ------------ |
| 1995/96 – 1996/97 | Paul Maurice |

## General Manager
| Zeitraum          | General Manager |
| ----------------- | --------------- |
| 1979/80 – 1980/81 | Jack Kelley     |
| 1981/82 – 1982/83 | Larry Pleau     |
| 1983/84 – 1988/89 | Emile Francis   |

| Zeitraum          | General Manager |
| ----------------- | --------------- |
| 1989/90 – 1991/92 | Eddie Johnston  |
| 1992/93           | Brian Burke     |
| 1993/94           | Paul Holmgren   |

| Zeitraum          | General Manager |
| ----------------- | --------------- |
| 1994/95 – 1996/97 | Jim Rutherford  |

## Zu erwähnende Spieler

### Mannschaftskapitäne
- Ted Green (1972–1975)
- Rick Ley (1975–1980)
- Rick Ley und Mike Rogers (1980–1981)
- Dave Keon (1981–1982)
- Russ Anderson (1982–1983)
- Mark Johnson (1983–1984)
- Mark Johnson und Ron Francis (1984–1985)
- Ron Francis (1985–1991)
- Randy Ladouceur (1991–1992)
- Pat Verbeek (1992–1995)
- Brendan Shanahan (1995–1996)
- Kevin Dineen (1996–1997)

### Mitglieder der Hockey Hall of Fame
- Gordie Howe
- Mark Howe
- Dave Keon
- Chris Pronger
- Brendan Shanahan

### Gesperrte Nummern
- 2 Rick Ley
- 9 Gordie Howe
- 19 John McKenzie

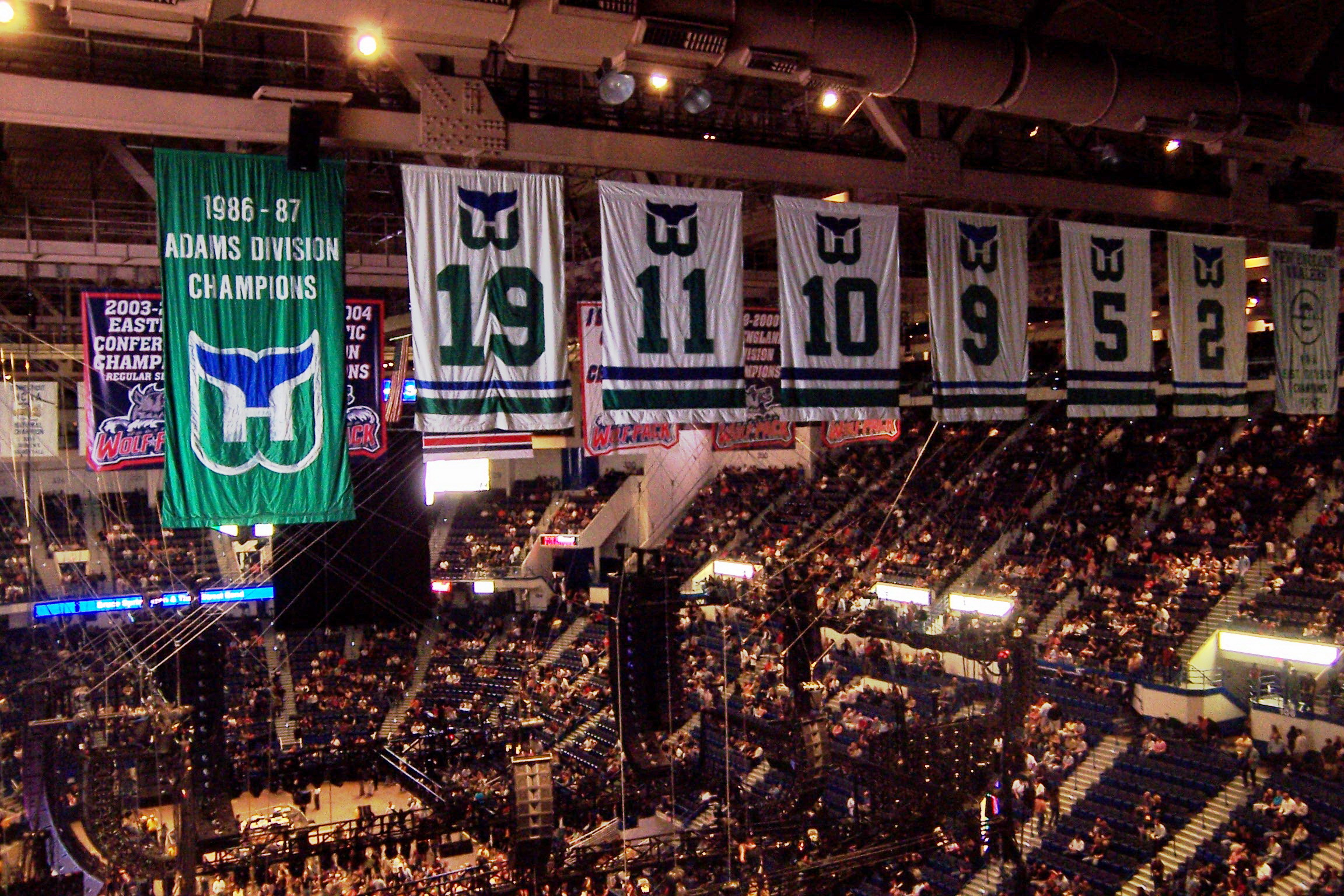
Die gesperrten Nummern unter dem Hallendach des XL Center

Nach dem Umzug nach Carolina werden die Nummern 2 und 19 wieder vergeben

### Erstrunden-Wahlrechte
Die Liste enthält keine Draftpicks aus der WHA.
- 1979: Ray Allison (18.)
- 1980: Fred Arthur (8.)
- 1981: Ron Francis (4.)
- 1982: Paul Lawless (14.)
- 1983: Sylvain Turgeon (2.)
- 1984: Sylvain Côté (11.)
- 1985: Dana Murzyn (5.)
- 1986: Scott Young (11.)
- 1987: Jody Hull (18.)
- 1988: Chris Govedaris (11.)
- 1989: Bobby Holík (10.)
- 1990: Mark Greig (15.)
- 1991: Patrick Poulin (9.)
- 1992: Róbert Petrovický (9.)
- 1993: Chris Pronger (2.)
- 1994: Jeff O’Neill (5.)
- 1995: Jean-Sébastien Giguère (13.)
- 1996: keinen